# Half Nelson
Half Nelson es una película dramática estadounidense del año 2006, dirigida por Ryan Fleck y escrita por Anna Boden y Fleck. Fue protagonizada por Ryan Gosling, Shareeka Epps y Anthony Mackie. 
Obtuvo uno de los Juno Award la banda Broken Social Scene la cual es parte de la banda sonora y Gosling recibió una nominación a los premios Oscar en la categoría de mejor actor por su papel en el filme.

## Argumento
Dan Dunne es un joven profesor de historia en una escuela secundaria de Brooklyn. Da clases con un estilo que el plan de estudios  estándar rechaza. A pesar de parecer una persona normal dentro de las salas de clases, fuera es un adicto a la cocaína. 
Después de un partido de baloncesto la exnovia de Dan, Rachel, aparece evocando sentimientos que él no puede controlar. Un poco más tarde, una de sus estudiantes (y una jugadora de baloncesto que él entrena), Drey, lo encuentra drogándose. La comprometedora situación crea una amistad obligatoria. 
Mientras tanto, Drey tiene que tratar con una madre soltera, que siempre está trabajando, un padre ausente, su hermano Miguel, quien está en la prisión por vender drogas y Frank, un traficante de drogas amigo de su hermano. La falta de supervisión en Drey, la hace un objetivo de Frank para introducirla en sus negocios de drogas. Como Dan y Drey comienzan a conseguir una mejor comprensión el uno del otro como amigos, Dan percibe que Frank es una  mala influencia sobre Drey tratando de intervenir en numerosas ocasiones y ella trata de conseguir que Dan hable sobre su drogadicción, en vano, ya que él piensa que es incómodo hablar de eso con una alumna.
Después de una tensa conversación con Frank sobre Drey, Dan va a la casa de Isabel borracho, con quien él salió. Le habla de su fingido desinterés por ella en su previa cita, entonces Dan comienza a ponerse violento e Isabel se defiende y huye. Al día siguiente, Dan se desquita con Drey, diciéndole que tiene que alejarse de él y que debería juntarse con niños de su edad. Ella, enfadada, decide entrar en los negocios de Frank. 
Dan va a la casa de sus padres para la cena, donde su hermano Jeff y su novia Cindy también van. Dan no parece disfrutar mucho la velada, entonces Cindy le cuenta un chiste que lo hace reír. La misma noche, Drey está con Frank vendiendo droga. Ella llega a una pequeña fiesta para entregar la mercancía y se sorprende al ver que la droga es para su profesor. Al día siguiente, Dan no se presenta en la escuela, y lo sustituye el Sr. Light. Esto produce un cambio en Drey, rechazando un empujón de su padre hacia su casa. Entonces ella llama a la puerta de Dan y éste abre. Cuando Drey entra, él la hace esperar en la sala y se va al baño para limpiarse y afeitarse. Ambos toman un vaso de agua y se sientan en el sofá.
La película termina con Dan contándole el mismo chiste que Cindy le contó a él, pero lo dice todo mal. Drey le responde «Eso fue horrible» y ambos ríen.

## Reparto
- Ryan Gosling como Dan.
- Shareeka Epps como Drey.
- Denis O'Hare como Jimbo, compañero de Dan.
- Anthony Mackie como Frank.
- Karen Chilton como Karen, la madre de Drey.
- Tina Holmes como Rachel, la exnovia de Dan.
- Monique Gabriela Curnen como Isabel.
- Jay O. Sanders como Russ, el padre de Dan.
- Deborah Rush como Jo Dunne, la madre de Dan.
- David Easton como Jeff Dunne, el hermano de Dan.
- Nicole Vicius como Cindy.

## Premios
1. American Film Institute— Como película del año (2007).
2. Boston Society of Film Critics— Como mejor director (Ryan Fleck) y mejor actriz (Shareeka Epps).
3. Casting Society of America— Como mejor casting de un filme independiente (Eyde Belasco).
4. Dallas-Fort Worth Film Critics Association— Como mejor director (Ryan Fleck).
5. Deauville American Film Festival— Como mejor película (Ryan Fleck).
6. Gotham Awards— Como mejor actriz (Shareeka Epps) y mejor filme y director (Ryan Fleck).
7. Independent Spirit Awards— Como mejor actriz (Shareeka Epps) y mejor actor Ryan Gosling.
8. Palm Spring Film Festival— Como mejor actor Ryan Gosling y mejor filme.
9. Locarno International Film Festival— Como mejor director (Ryan Fleck).
10. Nantucket Film Festival— Como mejor guion (Anna Boden y Ryan Fleck).
11. New York Film Critics Circle Awards— Como mejor primera película (Ryan Fleck).